# Gjesing Sogn (Esbjerg Kommune)

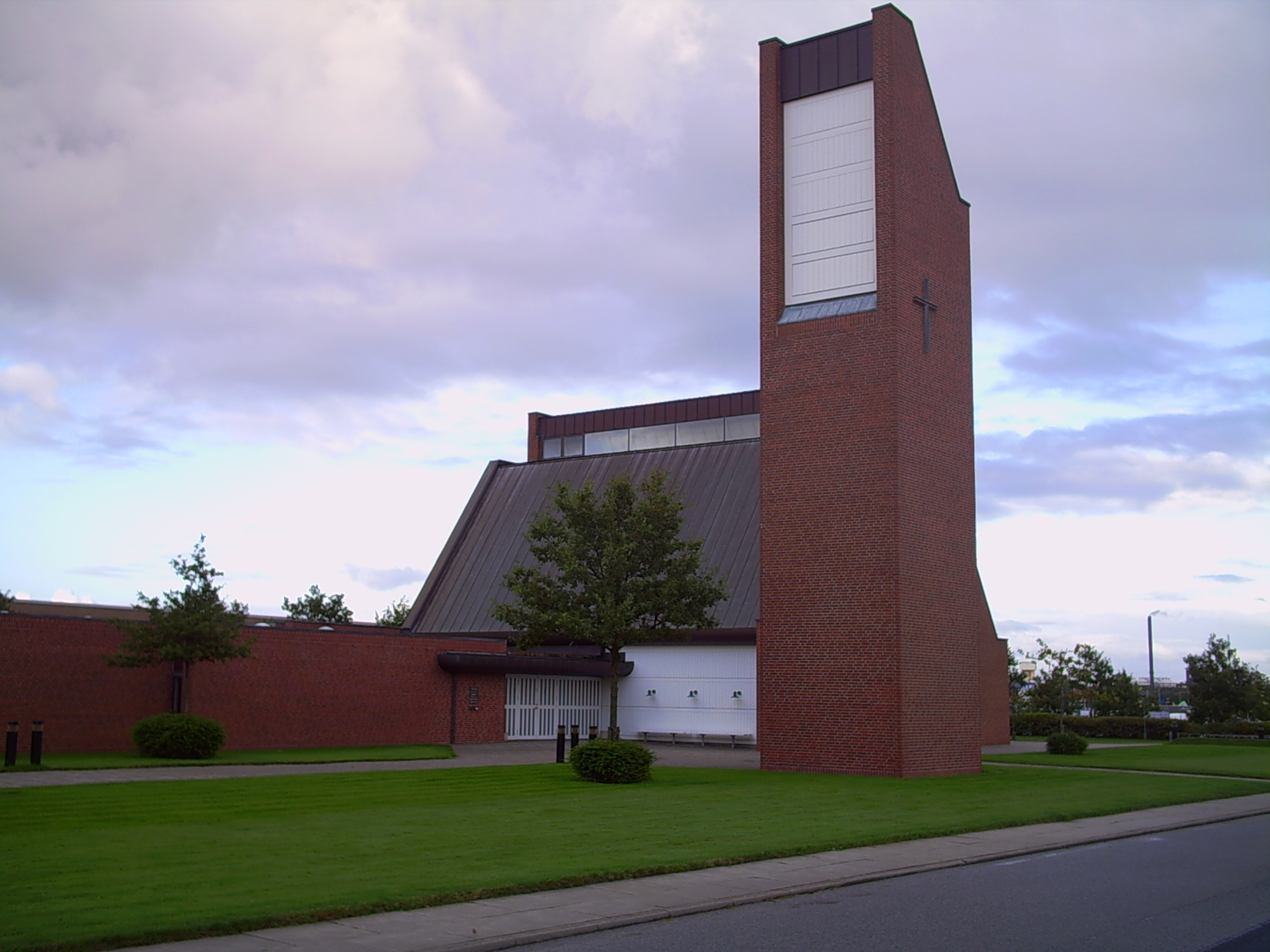
Gjesing Kirke

Gjesing Sogn ist eine Kirchspielsgemeinde (dän.: Sogn) in der Stadt Esbjerg im südlichen Dänemark. Die Gemeinde ist 1983 durch Abspaltung aus dem Kirchspiel Bryndum Sogn in der Esbjerg Kommune im Ribe Amt hervorgegangen. Seit der Verwaltungsreform zum 1. Januar 2007 gehört sie zur erweiterten Esbjerg Kommune in der Region Syddanmark.
Von den 71.921 Einwohnern von Esbjerg leben 8094 im Kirchspiel Gjesing Sogn (Stand:1. Januar 2023). Im Kirchspiel liegt die Kirche „Gjesing Kirke“.